# Test stability sněhu
Testy stability sněhu (anglicky stability tests, instability tests, snowpack tests) jsou standardizované testovací procedury založené na zatěžování nebo jiném rozrušování izolovaného bloku sněhu za účelem posouzení jeho nestability a tedy nebezpečí vzniku lavin. V širším slova smyslu může jít i o jakékoli jiné přímé vyvolávání, pozorování a posuzování této nestability (vyvolání pokusných lavin), ať už pokusným lyžováním svahu, odřezáváním převějí, nebo explozí výbušnin. Testy stability sněhu přinášejí vysoce žádaná data pro lavinovou předpověď nebo operativní posouzení lavinové situace v terénu, neboť mají přímou vazbu na nestabilitu vyvolávající předvídanou hrozbu. Testy stability sněhu, v kontradikci ke svému českému názvu, nezjišťují stabilitu, anýbrž nestabilitu sněhové pokrývky. Pokud testem instabilitu nezjistíme, je test bezvýsledný. Jinak řečeno, testem můžeme určit svah, na kterém hrozí akutní riziko vzniku lavin (pokud je instabilita testem odhalena), nicméně na základě testu nemůžeme prohlásit určitý svah za z hlediska lavin zcela bezpečný (pokud žádná instabilita odhalena není).
Test stability sněhu dává přímou informaci pouze o lokalitě, na které byl proveden. Nicméně otestovat všechny lokality rizikové z hlediska vzniku lavin je samozřejmě nemožné, ať už kvůli jejich množství nebo jejich rizikové povaze. Z toho vyplývá nutnost najít reprezentativní a zároveň bezpečnou lokalitu pro provedení testu. Reprezentativnost je dosahována výběrem svahu se stejným sklonem, expozicí, orientací vůči světovým stranám, nadmořskou výškou, vegetačním pokryvem, případně dalšími proměnnými, jako má svah, pro který nás riziko lavin zajímá. Je však třeba pro test vybrat takový svah, na kterém se bude možno pohybovat bezpečně - tedy zpravidla svah takových rozměrů (nebo polohu v rámci svahu takovou), aby pohybem a testováním případně uvolněná nestabilita nevedla ke vzniku laviny rozměrů schopných zranit či zabít člověka.
Testů stability sněhu je celá řada. Jednotlivé testy se liší svou časovou náročností, vhodností použití, limity a charakterem informace, kterou jsou schopné poskytnout. Obecně nám tyto testy mohou dát informaci o množství energie potřebné k uvolnění instability (kompresní test, test klouzavého bloku, test rozšířeného sloupce) a informaci o schopnosti sněhové pokrývky šířit takto uvolněnou instabilitu (Propagation Saw Test, test rozšířeného sloupce. Kompresní test a test klouzavého bloku jen částečně a jen při vyhodnocení informace o typu lomu.) Nicméně hodnocení stability svahu by nikdy nemělo být činěno na základě jediného (jakéhokoli) testu stability bez zahrnutí všech dalších dostupných informací o případné nestabilitě. Dále je podrobněji popsáno několik nejčastěji operativně prováděných testů:

## Kompresní test

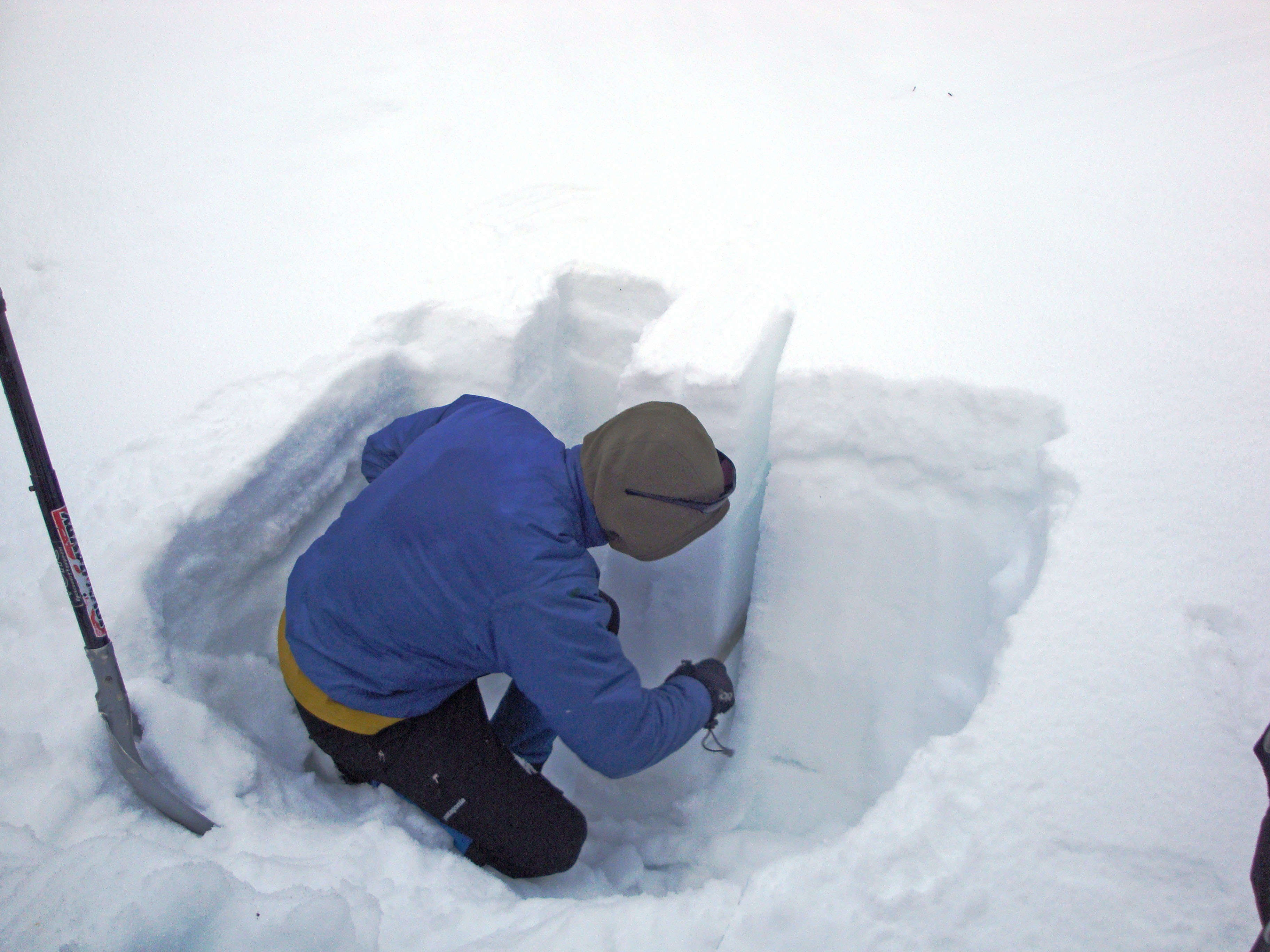
Příprava kompresního testu

Kompresní test (z anglického Compression test, zkratka CT) je jedním z nejstarších a historicky nejpoužívanějších lavinových testů. Vyvinut byl v 70. letech v Kanadě. K provedení testu je třeba na bezpečném a reprezentativním svahu izolovat sloup sněhu o hranách šíře 30 cm. Izolován by měl být minimálně do hloubky předpokládaných kritických vrstev, nicméně není třeba kopat do hloubky větší než 100–120 cm, test málokdy ukáže nestabilitu hlouběji a vyšší sněhový sloupec má již tendence k houpání, které může vést k chybným výsledkům. Na sněhový blok je poté položena lavinová lopata a na ní vedeno postupně deset úderů dlaní ze zápěstí, deset úderů z lokte a deset úderů celé paže. Sleduje se, při kterém z úderů dojde k rozlomení bloku, a také charakter a hloubka daného zlomu.
Výsledky jsou z hlediska počtu úderů zpravidla rozdělovány do pěti tříd, zda k vytvoření zlomu dojde velmi snadno (už při kopání nebo řezání), snadno (při některém z úderů ze zápěstí), středně snadno (při některém z úderů z lokte), obtížně (při některém z úderů celé paže) nebo vůbec. Někdy bývají přidávány další dvě mezilehlé kategorie snadno až středně snadno pro zlom po 8. - 12. úderu v pořadí a středně snadno až obtížně pro zlom po 18. - 22. úderu v pořadí. Charakter zlomu se pak hodnotí opět v pěti kategoriích, a to na zlomy vyplývající z postupné komprese (progressive compression, PC), kdy se zlom rozšíří přes celý blok obvykle při jednom úderu, následován postupnou kompresí kritické vrstvy při dalších úderech, rezistentní rovinné zlomy (resistent planar, RP), kdy se rovinný nebo téměř rovinný zlom rozšíří skrz celý sloupec teprve během několika po sobě jdoucích úderů, náhlé rovinné zlomy (sudden planar, SP), kdy rovinný zlom vznikne náhle během jednoho úderu a celý blok snadno sklouzne po kritické vrstvě, náhlé kolapsy (sudden collapse, SC), kdy dojde během jednoho úderu k náhlému sesednutí kritické vrstvy a nepravidelné zlomy (non-planar break, B), kdy vzniklý zlom není v jedné rovině. Ukazuje se, že rizikové, nestabilní podmínky indikují zejména kategorie náhlých zlomů (SP, SC). Výhodou kompresního testu je jeho relativně malá časová náročnost, nevýhodou a omezením je jeho malý plošný rozsah (malá velikost vzorku) a tedy malá reliabilita, dále četnost "falešných poplachů" nebo závislost výsledku na hloubce kritické vrstvy a tvrdosti sněhu nad ní.
Z kompresního testu vychází tzv. Deep tap test (zkratka DT), vyvinutý k posouzení kritických vrstev, které kompresní test posoudit nedokáže, neboť jsou příliš hluboko v profilu. Postup přípravy je obdobný jako u kompresního testu, jen je odstraněn veškerý sníh od výšky 15 cm nad posuzovanou hlubokou kritickou vrstvou. Na takto připravenou plochu jsou poté aplikovány stejné údery jako při kompresním testu a i interpretace výsledků je obdobná.

## Test klouzavého bloku

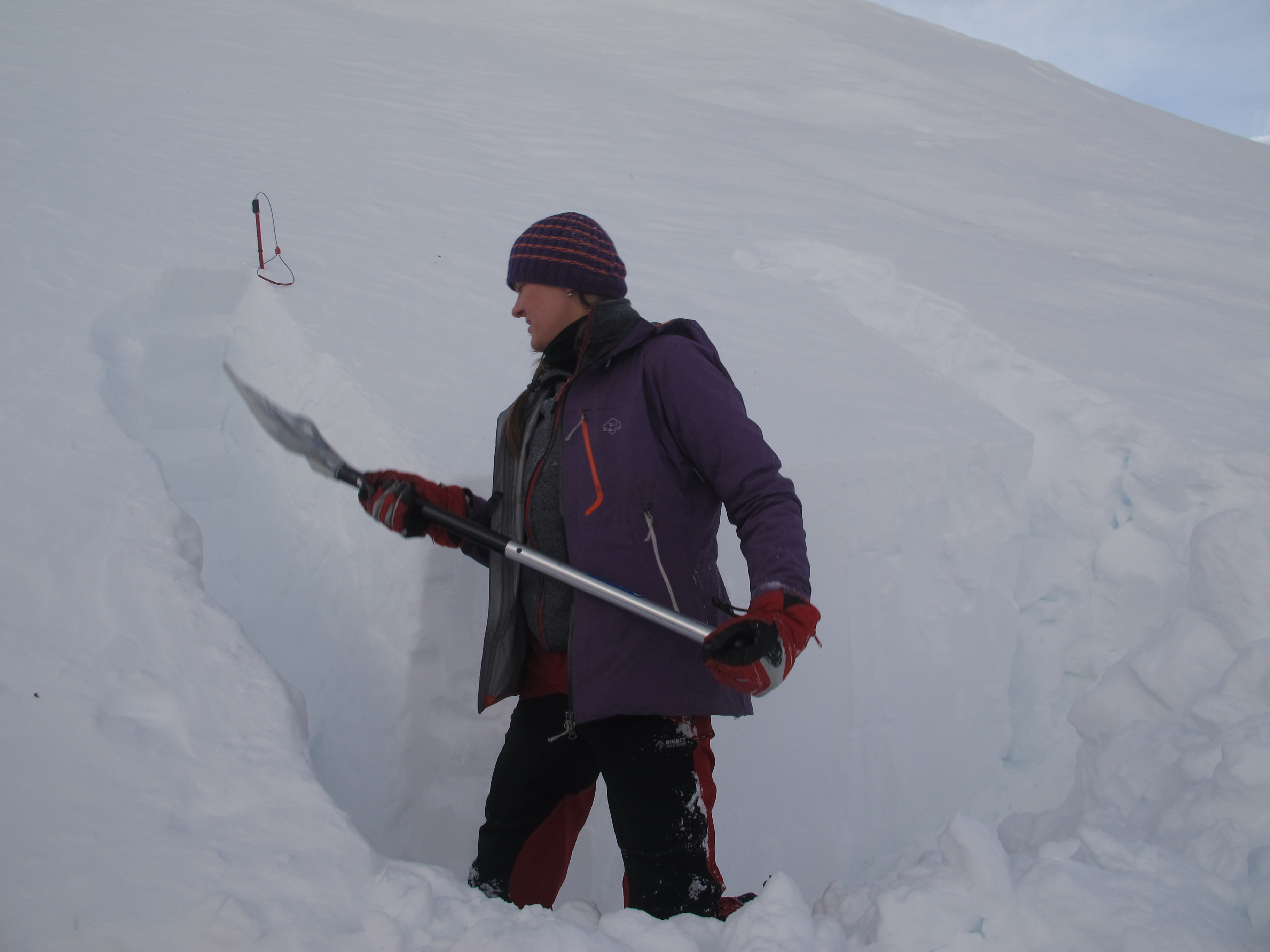
Příprava testu klouzavého bloku

Test klouzavého bloku (v německém originále Rutschblocktest, zkratka RB) byl vyvinut již v 60. letech švýcarskou lavinovou službou a je touto také používán jako základní test sněhové stability. Při testu je na reprezentativním a bezpečném svahu izolován pravoúhlý blok sněhu o rozměrech 2 m horizontálně a 1,5 m ve směru svahu, izolovaný minimálně do hloubky očekávaných kritických vrstev, ideálně až na zem nebo do hloubky 1,5 metru. Tento blok je dále zatěžován lyžařem, dokud nedojde k jeho uvolnění. Výsledek RB1 je zapisován, pokud k uvolnění bloku dojde již při jeho kopání, RB2 když k němu dojde ve chvíli, kdy člověk na lyžích opatrně vstoupí na blok shora, RB3 pokud k uvolnění dojde při rychlém dřepu lyžaře, RB4 pokud k němu dojde při výskoku lyžaře, RB5 pokud k němu dojde při opakovaných výskocích lyžaře, RB6 pokud k němu dojde při skoku člověka bez lyží na blok, RB7 pokud ani poté k uvolnění bloku nedojde. Dále je sledován charakter plochy lomu, a zda došlo k uvolnění celého bloku (WB), jeho většiny (MB) nebo pouze rohu (10 - 40 % bloku, EB), a zaznamenána je i hloubka odtrhu (v cm). Výsledek testu RB 1-3 při lomu celého bloku identifikuje nestabilní podmínky, výsledek RB 4-5 nebo lom pouze části bloku je interpretován jako středně stabilní podmínky, výsledek RB 6-7 pak jako podmínky stabilní. Výhodou testu klouzavého bloku je, že testovaný blok sněhu má poměrně velkou plochu a je tak oproti jiným testům více reprezentativní pro testovaný svah. Nevýhodou je relativní náročnost přípravy testu. Test také testuje pouze kritické vrstvy hlouběji, než je hloubka penetrace sněhu lyžemi, což může být problematické v případě kritických vrstev blízko při povrchu měkkého sněhu.

## Propagation Saw test
Zatímco výše popsané testy posuzovaly výhradně snadnost nebo nesnadnost vzniku zlomu/trhliny v kritické vrstvě, Propagation Saw Test (zkratka PST) naproti tomu sleduje snadnost nebo nesnadnost šíření takto vzniklého zlomu. PST tedy není v pravém slova smyslu testem stability sněhu, ale spíše testem možnosti šíření případné nestability. Jak samotná nestabilita, tak schopnost jejího šíření jsou totiž klíčové pro vznik deskové laviny. Při PST je izolován sněhový blok o délce 30 cm ve směru horizontálním a 1 m (případně více, pokud je kritická vrstva ve větší hloubce než 1 m) ve směru do svahu, izolovaný minimálně do hloubky kritické vrstvy, kterou chceme testovat. Tento sněhový blok se může nacházet na bezpečném svahu, nebo i na rovině. Poté je tupým koncem sněhové pily řezáno po kritické vrstvě ve směru do svahu, dokud nedojde k samovolnému šíření zlomu po kritické vrstvě. Zaznamenávána je zejména je délka řezu, než došlo k šíření zlomu a celková délka sloupce ve směru do svahu (v cm), a zda se zlom rozšířil po kritické vrstvě až do konce sloupce (End), někde v kritické vrstvě se zastavil za vzniku trhliny k povrchu (ST) nebo se prostě jen na určitém místě zastavil (Arr). Například PST 23/100 End, pokud se zlom začal šířit po 23 cm řezání ve standardním sloupci o délce 100 cm a bez přerušení se rozšířil do konce. Jako podmínky umožňující šíření (tedy podmínky favorizující vznik deskových lavin) jsou interpretovány výsledky testu, kdy k šíření dojde již před půlkou sloupce, a zlom se rozšíří až na konec sloupce (End), jako podmínky bránící šíření (tedy stabilní podmínky bránící vzniku deskových lavin) jsou interpretovány výsledky, kdy k šíření dojde až za půlkou sloupce, nebo se zlom v kritické vrstvě zastaví (Arr). Výsledky testu mají relativně vysoký podíl chyby falešné stability, zejména v případě mělkých měkkých sněhových desek nebo v případě, že je kritickou vrstvu obtížné rozříznout tupým koncem pily. Použitelnost testu je také závislá na správné identifikaci kritické vrstvy.

## Rozšířený sloupcový test

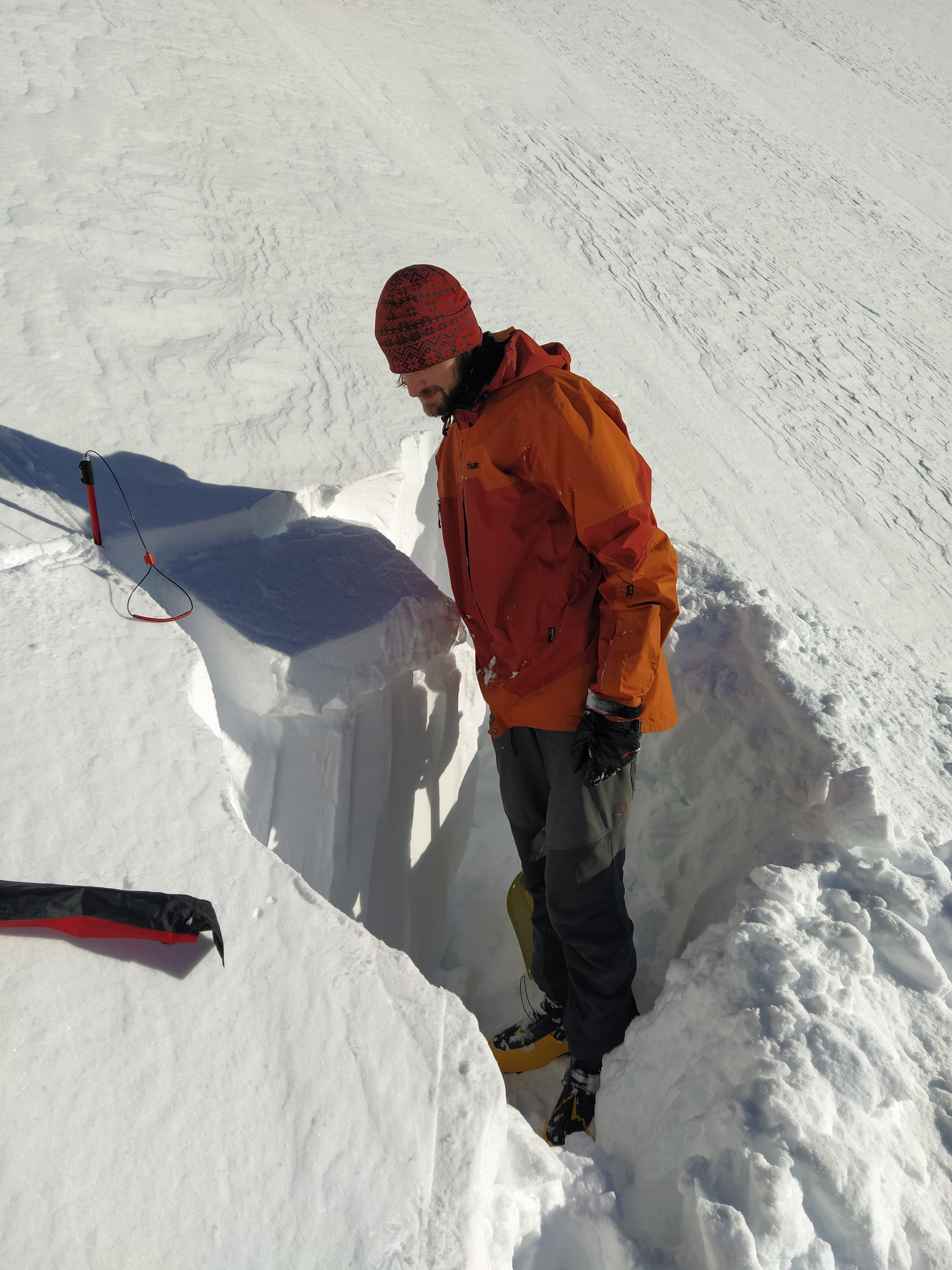
Rozšířený sloupcový test

Rozšířený sloupcový test (anglicky Extended Column Test, zkratka ECT) jako jediný z uvedených testů sleduje jak možnost vzniku zlomu, tak možnost jeho šíření. Při testu je na reprezentativním a bezpečném svahu izolován pravoúhlý blok sněhu o rozměrech 90 cm horizontálně a 30 cm ve směru svahu, izolovaný minimálně do hloubky očekávaných kritických vrstev, ideálně do hloubky jednoho metru. Na krajních 30 cm bloku je poté aplikována procedura shodná s kompresním testem: je zde přiložena lavinová lopata a na ní vedeno postupně deset úderů dlaní ze zápěstí, deset úderů z lokte a deset úderů celé paže. Sleduje se, kdy dojde k rozlomení bloku. Vyhodnocení testu se však od kompresního testu liší: výsledek "pozitivní" (P) - tedy identifikovaná nestabilita - je zaznamenán, pokud dojde při určitém úderu nebo při úderu následujícím k odlomení celého bloku, výsledek "negativní" (N) pokud je při daném úderu nebo úderu následujícím odlomena pouze část bloku, což značí, že zlom nemá schopnost se po kritické vrstvě šířit. V případě, že ani po třicátém úderu nedošlo k lomu, je výsledek testu neprůkazný - na jednu stranu je zřejmé, že minimálně v daném místě je třeba velké dodatečné energie k uvolnění nestability, na druhou stranu nám test nedal informaci o schopnosti šíření nestability v případě, že by byla přesto uvolněna. Sledována je dále hloubka zlomu (v cm). Zápis výsledku testu může být například ECTP 14@40cm, kdy po čtvrtém úderu z lokte došlo k odlomení celého bloku v hloubce 40 cm, nebo ECT 31, když by ani po třiceti úderech k lomu nedošlo.
Test rozšířeného sloupce má velmi malý podíl jak falešně stabilních, tak falešně nestabilních výsledků, a je tak velmi dobrým nástrojem při posuzování stability daného svahu. Nicméně není vhodný pro posouzení nestabilit blízko při povrchu měkkého sněhu nebo nestabilit v hloubce větší než 80 - 100 cm.